# Station Święta Katarzyna
Station Święta Katarzyna is een spoorwegstation in de Poolse plaats Święta Katarzyna.